# كعب الأحبار
 كعب بن ماتع بن ذي هجن الحميري، أبو إسحاق (نحو 72 ق هـ - 32 هـ / 551م - 652م) إخباريّ عالم بسِيَر الأنبياء والرُّسل. كان يهودياً مخضرماً أدرك الجاهلية والإسلام. أسلم في خلافة أبي بكر الصِّديق، وقدم المدينة في دولة عمر، فأخذ عنه الصحابة وغيرهم كثيراً من أخبار الأمم الغابرة وكثيراً من «الإسرائيليات». خرج إلى الشام، فسكن حمص، وتوفي فيها، عن عُمِّر مئةً وأربعَ سنين.
قال عنه الذهبي: «كعب الأحبار: هو كعب بن ماتع الحميري اليماني العلامة الحبر،الذي كان يهوديا فأسلم بعد وفاة النبي - صلى الله عليه وسلم - وقدم المدينة من اليمن في أيام عمر رضي الله عنه ، فجالس أصحاب محمد - صلى الله عليه وسلم - فكان يحدثهم عن الكتب الإسرائيلية ، ويحفظ عجائب ويأخذ السنن عن الصحابة. وكان حسن الإسلام، متين الديانة، من نبلاء العلماء».

## حياته
ولد كعب في بيت يهودي من يهود اليمن وهو حِمْيَري بالحلف، فاسمه عبري محرف إلى العربية فكعب اسم منتشر بين يهود شبه الجزيرة العربية، وهو تحريف للاسم العبري «عقيبا» وماتع اسم غير عربي على الإطلاق وليس معروفاً، نسب إليه المؤرخون اللاحقون سلسلة نسب لعلها مختلقة وخيالية، قيل أنه أسلم خلال خلافة أبي بكر الصديق وقيل خلافة عمر وقيل أنه أسلم قبل وفاة النبي محمد عندما أرسل علي بن أبي طالب لليمن  ووردت عدة روايات حول سبب إسلامه منها أنه آمن بعد أن رأى صفات النبي محمد في التوراة.
وقد كانت مسألة ذكر النبي محمد في كتب اليهود وفق اعتقادات المسلمين، تشغل بال الكثيرين بمن فيهم الصحابة والتابعين والمؤرخين والمحدثين وعوام الناس. فكان كعب وأمثاله مصدرهم لمثل هذه القضايا والأمور،
ومما يُنقل عن كعب الأحبار أنَّ عبد الله بن سلام لقيه عند عمر، فقال: يا كعب، مَنْ أربابُ العلم؟ قال: الذين يعملون به، قال: فما يذهب بالعلم من قلوب العلماء بعد إذ حفظوه وعقلوه؟ قال: يُذهبه الطمعُ، وشرَهُ النفس، وتطلبُ الحاجات إلى النَّاس، قال: صدقت  ويُنقل عن كعب الأحبار انه قال بينما بنو إسرائيل يصلون في بيت المقدس إذ جاء رجلان دخل أحدهما ، ولم يدخل الآخر ، وقام خارجا على أبواب المسجد ، وقال : أنا أدخل بيت الله ، ليس مثلي يدخل بيت الله ، وقد عملت كذا ، وعملت كذا ، وجعل يبكي ، ولم يدخل ، قال كعب : فكتب من الغد أنه صديق "  توفي قبل مقتل عثمان بن عفان بسنة ودفن في حمص وقيل في دمشق ورأي ثالث في الجيزة.

## روايته للحديث
- حدث عن: عمر، وصهيب.
- حدث عنه: أبو هريرة، ومعاوية، وابن عباس، وذلك من قبيل رواية الصحابي عن التابعي، وهو نادر عزيز، وأسلم مولى عمر، وتبيع الحميري ابن امرأة كعب، وأبو سلام الأسود، وروى عنه عدة من التابعين؛ كعطاء بن يسار وغيره مرسلا. وقع له رواية في سنن أبي داود، وسنن الترمذي، وسنن النسائي.

قال في سير أعلام النبلاء العلامة الحبر، الذي كان يهوديا فأسلم بعد وفاة النبي - صلى الله عليه وسلم - وقدم المدينة من اليمن في أيام عمر رضي الله عنه، فجالس أصحاب محمد - صلى الله عليه وسلم - فكان يحدثهم عن الكتب الإسرائيلية، ويحفظ عجائب ويأخذ السنن عن الصحابة. وكان حسن الإسلام، [ ص: 490 ] متين الديانة، من نبلاء العلماء.
- حدث عن: عمر، وصهيب، وغير واحد.[11]

## وصلات خارجية
- المكتبة الإسلامية - موقع إسلام ويب